# Teorías de prueba de la relatividad especial
Las teorías de prueba de la relatividad especial proporcionan un marco matemático para analizar los resultados de experimentos realizados para verificar la validez de la teoría de la relatividad especial.
Un experimento para poner a prueba la teoría de la relatividad no puede asumir que la teoría es verdadera y, por lo tanto, necesita algún otro conjunto de supuestos que sean más amplios que los de la propia relatividad. Por ejemplo, una teoría de prueba puede tener un postulado diferente sobre la luz con respecto a la velocidad de la luz en un sentido frente a la velocidad de la luz en dos sentidos; puede considerar la existencia de un sistema de referencia preferente; y puede violar la invariancia de Lorentz de muchas maneras diferentes. Las teorías de prueba que predicen diferentes resultados experimentales que la relatividad especial de Einstein son la "teoría de pruebas de Robertson (1949)", y la "teoría de Mansouri-Sexl (1977)", que es equivalente a la teoría de Robertson.
Otro modelo más extenso es el modelo estándar extendido, que también incluye el modelo estándar de la física de partículas y la relatividad general.

## Sistema de referencia de Robertson-Mansouri-Sexl

### Principios básicos
Howard P. Robertson (1949) extendió la transformación de Lorentz, agregándole una serie de parámetros adicionales.
Supuso un sistema de referencia preferente, en el que la velocidad bidireccional de la luz, es decir, la velocidad promedio desde la fuente hasta el observador y viceversa, es isotrópa, mientras que es anisotrópica en sistemas de referencia móviles entre sí, debido a los parámetros empleados. Además, Robertson utilizó la sincronización de Poincaré-Einstein en todos los marcos de referencia, haciendo que la velocidad de la luz en un solo sentido sea isótropa en todos ellos.
Reza Mansouri y Roman Ulrich Sexl (1977) introdujeron un modelo similar. Al contrario que Robertson, Mansouri y Sexl no solo agregaron parámetros adicionales a la transformación de Lorentz, sino que también discutieron diferentes esquemas de sincronización. La sincronización de Poincaré-Einstein solo se usa en el sistema de referencia preferente, mientras que en los marcos móviles entre sí usaron "sincronización externa", es decir, las señales del reloj del marco preferente se emplean en esos marcos en movimiento. Por lo tanto, no solo la velocidad bidireccional de la luz sino también la velocidad unidireccional es anisotrópica para marcos en movimiento.
Dado que la velocidad bidireccional de la luz en marcos en movimiento es anisotrópica en ambos modelos, y solo esta velocidad se puede medir sin un esquema de sincronización en pruebas experimentales, los modelos son experimentalmente equivalentes y se resumen como la "teoría de la prueba de Robertson-Mansouri-Sexl" (RMS). Por otro lado, en la teoría de la relatividad especial la velocidad bidireccional de la luz es isotrópica, por lo tanto, RMS da predicciones experimentales diferentes a las de la relatividad especial. Al evaluar los parámetros RMS, esta teoría sirve como marco para evaluar posibles violaciones de la invariancia de Lorentz.

### Teoría
A continuación se utiliza la notación de Mansouri-Sexl. Se eligen los coeficientes a, b, d, e de la siguiente transformación entre sistemas de referencia:
{\displaystyle t=aT+ex\,}
{\displaystyle x=b(X-vT)\,}
{\displaystyle y=dY\,}
{\displaystyle z=dZ\,}
donde T, X, Y, Z son las coordenadas cartesianas medidas en el marco preferente postulado (en el que la velocidad de la luz c es isotrópica), y t, x, y, z son las coordenadas medidas en un marco que se mueve en la dirección +X (con el mismo origen y ejes paralelos) a velocidad v relativa al marco preferente. Por lo tanto, {\displaystyle 1/a(v)} es el factor por el cual el intervalo entre tics de un reloj aumenta cuando se mueve (dilatación del tiempo) y {\displaystyle 1/b(v)} es el factor por el cual la longitud de una regla de medir se acorta cuando se mueve (contracción de Lorentz). Si {\displaystyle 1/a(v)=b(v)=1/{\sqrt {1-v^{2}/c^{2}}}\,,} y {\displaystyle d(v)=1\,,} y {\displaystyle e(v)=-v/c^{2}\,,} entonces se obtiene la transformación de Lorentz. El propósito de la teoría de la prueba es permitir que a(v) y b(v) se midan mediante experimentos y comprobar si los valores experimentales obtenidos se acercan a los valores predichos por la relatividad especial. Obsérvese que la física newtoniana, que ha sido excluida de manera concluyente mediante experimentos, es el resultado de {\displaystyle a(v)=b(v)=d(v)=1,{\text{y }}e(v)=0\,.}
El valor de e(v) depende únicamente de la elección del reloj de sincronización, y no puede determinarse mediante experimentos. Mansouri-Sexl analizó los siguientes sistemas de sincronización:
- Sincronización de reloj interna como la sincronización de Poincaré-Einstein mediante el uso de señales luminosas o sincronización mediante transporte lento de un reloj. Esos esquemas de sincronización en general no son equivalentes, excepto en el caso en que a(v) y b(v) tienen su valor relativista exacto.
- Sincronización de reloj externa eligiendo un marco de referencia "preferente" (como el de la radiación de fondo de microondas) y usando los relojes de este marco para sincronizar los relojes de todos los demás marcos (sincronización "absoluta").

Al dar el valor relativista exacto a los efectos de la dilatación del tiempo y de la contracción de la longitud, esta teoría de prueba es experimentalmente equivalente a la relatividad especial, independientemente de la sincronización elegida. Así, Mansouri y Sexl hablaron del "notable resultado de que una teoría que mantiene una simultaneidad absoluta es equivalente a la relatividad especial". También notaron la similitud entre esta teoría de prueba y la conocida como teoría del éter de Lorentz, desarrollada por Hendrik Antoon Lorentz, Joseph Larmor y Henri Poincaré. Sin embargo, Mansouri, Sexl y la abrumadora mayoría de los físicos prefieren la relatividad especial a tal teoría del éter, porque esta última "destruye la simetría interna de una teoría física".

### Experimentos con la teoría RMS
La teoría RMS se utiliza actualmente en el proceso de evaluación de muchas tecnologías modernas de la invariancia de Lorentz. Teniendo en consideración los factores de segundo orden en v/c, los parámetros del marco RMS tienen la siguiente forma:
{\displaystyle a(v)\sim 1+\alpha v^{2}/c^{2}\,}, dilatación del tiempo
{\displaystyle b(v)\sim 1+\beta v^{2}/c^{2}\,}, longitud en la dirección del movimiento
{\displaystyle d(v)\sim 1+\delta v^{2}/c^{2}\,}, longitud perpendicular a la dirección del movimiento
Las desviaciones de la velocidad de la luz en ambos sentidos (ida y vuelta) vienen dadas por:
{\displaystyle {\frac {c}{c'}}\sim 1+\left(\beta -\delta -{\frac {1}{2}}\right){\frac {v^{2}}{c^{2}}}\sin ^{2}\theta +(\alpha -\beta +1){\frac {v^{2}}{c^{2}}}}
donde {\displaystyle c\,} es la velocidad de la luz en el sistema de referencia preferente y {\displaystyle c'\,} es la velocidad de la luz medida en el marco en movimiento en un ángulo {\displaystyle \theta \,} desde la dirección en la que se mueve el marco. Para verificar que la relatividad especial sea correcta, los valores esperados de los parámetros son {\displaystyle \alpha =-{\tfrac {1}{2}},\ \beta ={\tfrac {1}{2}},\ \delta =0} y, por tanto, {\displaystyle c/c'=1\,}.
Los experimentos fundamentales para probar estos parámetros, que se siguen realizando cada vez con mayor precisión, son:
- Experimento de Michelson y Morley, poniendo a prueba la dependencia de la dirección de la velocidad de la luz con respecto a un marco preferente. Precisión en 2009:[10] {\displaystyle \left(\beta -\delta -{\tfrac {1}{2}}\right)=(4\pm 8)\times 10^{-12}\,}
- Experimento de Kennedy y Thorndike, poniendo a prueba la dependencia de la velocidad de la luz de la velocidad del aparato con respecto a un marco preferente. Precisión en 2010:[11] {\displaystyle (\alpha -\beta +1)=-4.8(3.7)\times 10^{-8}\,}
- Experimento de Ives y Stilwell, probando el efecto Doppler relativista y, por lo tanto, la dilatación del tiempo relativista. Precisión en 2007:[12] {\displaystyle \left|\alpha +{\tfrac {1}{2}}\right|\leq 8.4\times 10^{-8}\,}

La combinación de esos tres experimentos, junto con la convención de Poincaré-Einstein para sincronizar los relojes en todos los sistemas inerciales, es necesaria para obtener la transformación de Lorentz completa. Michelson y Morley solo comprobaron la combinación entre β y δ, mientras que Kennedy y Thorndike comprobaron la combinación entre α y β. Para obtener los valores individuales, es necesario medir una de estas cantidades directamente. Esto lo lograron Ives y Stilwell, que midieron α. Por lo tanto, β se puede determinar utilizando el experimento de Kennedy y Thorndike y, posteriormente, δ utilizando los resultados del ensayo de Michelson y Morley.
Además de esas pruebas de segundo orden, Mansouri y Sexl describieron algunos experimentos que medían efectos de primer orden en v/c (como por ejemplo, la determinación de Rømer de la velocidad de la luz) considerándolos como "mediciones de la velocidad de la luz en un solo sentido", siendo interpretados como pruebas de equivalencia de sincronizaciones internas, es decir, entre sincronización por transporte de reloj lento y por luz. Destacan que los resultados negativos de estas pruebas también son consistentes con las teorías del éter, según las cuales los cuerpos en movimiento están sujetos a dilatación del tiempo. Sin embargo, aunque muchos autores recientes coinciden en que las mediciones de la equivalencia de esos dos esquemas de sincronización de relojes son pruebas importantes de la relatividad, ya no hablan de "velocidad de la luz en un sentido" en relación con tales mediciones, debido a su coherencia con sincronizaciones no estándar. Esos experimentos son consistentes con todas las sincronizaciones que utilizan velocidades anisotrópicas unidireccionales sobre la base de la velocidad isotrópica bidireccional de la luz y la dilatación temporal bidireccional de los cuerpos en movimiento.

## Modelo estándar extendido
Otro modelo más amplio es el Modelo Estándar Extendido de Alan Kostelecký y otros.
Contrariamente al marco de Robertson-Mansouri-Sexl (RMS), que es de naturaleza cinemática y restringido a la relatividad especial, estateoría no solo tiene en cuenta la relatividad especial, sino también los efectos dinámicos de modelo estándar de la física de partículas y la relatividad general. Investiga una posible rotura espontánea tanto de la invariancia de Lorentz como de la simetría CPT. La teoría de RMS está completamente incluida en el modelo estándar extendido, aunque este último tiene un grupo mucho mayor de parámetros que pueden indicar cualquier violación del modelo de Lorentz; o de carga, paridad o tiempo.
Por ejemplo, en un estudio de 2007 se pusieron a prueba un par de parámetros del sistema estándar extendido, con una precisión de 10−16. Se emplearon dos interferómetros simultáneamente durante un año de observación: uno óptico en Berlín (52°31'N 13°20'E) y otro de microondas situado en Perth (31°53'S 115°53E). Un sistema de referencia preferente (que conduciría a la violación del principio de Lorentz) nunca podría estar en reposo en relación con ambos. En los últimos años se han llevado a cabo un gran número de otras pruebas, como las Experimento Hughes-Drever. Kostelecký y Russell proporcionaron una lista de valores deducidos del sistema estándar extendido y ya medidos.